# Polygenis roberti
Polygenis roberti är en loppart som först beskrevs av Rothschild 1905.  Polygenis roberti ingår i släktet Polygenis och familjen Rhopalopsyllidae.

## Underarter
Arten delas in i följande underarter:
- P. r. roberti
- P. r. beebei
- P. r. tripopsis